# Ние, шпионите
Ние, шпионите (на английски: Spies Like Us) е американска комедия от 1985 година, на режисьора Джон Ландис. Участват Чеви Чейс и Дан Акройд.

## Сюжет
Двама абсолютно некомпетентни доброволци, Емет Фитцхюм и Остин Милбардж са избрани да участват в специална мисия на ЦРУ. Изпратени като парашутисти в Пакистан, те се озовават в Афганистан, преследвани от руснаците. Тогава разбират, че са използвани за примамка, която да изтегли съветските части. Изпратени са и двама истински шпиони. Тяхната мисия е да отвлекат съветска ракетна установка, да изстрелят съветска ракета и да тестват американския орбитален лазер за отбрана. Ракетата е изстреляна и насочена към американски град, но лазерът пропуска целта си. Резервният план при тази ситуация, разработен от лудите глави в Пентагона, е да се състои Трета световна война.

## В ролите
| Изпълнител     | Роля                               |
| -------------- | ---------------------------------- |
| Чеви Чейс      | Емет Фитцхюм                       |
| Дан Акройд     | Остин Милбардж                     |
| Дона Диксън    | Карън Бойър                        |
| Брус Дейвисън  | Руби                               |
| Франк Оз       | Тест наблюдател                    |
| Би Би Кинг     | Агент на ЦРУ                       |
| Ванеса Ейнджъл | руски войник-охранител на ракетата |
| Джоуел Коен    | гард-шофьор 1                      |
| Сам Рейми      | гард-шофьор 2                      |
| Мартин Брест   | гард-шофьор 3                      |
| Костас Гаврас  | съветски магистрален патрул 1      |

## В България
Филмът е издаден от видеоразпространителя Брайт Айдиас през 1991 г. с български дублаж.
На 17 май 2012 г. bTV Comedy излъчи филма с български дублаж в превод на Радостина Стойчева.